# Stanisław Bielecki (chemik)
Stanisław Marek Bielecki (ur. 9 listopada 1946 w Sandomierzu) – polski chemik, specjalizujący się w biochemii technicznej, biotechnologii i enzymologii, rektor Politechniki Łódzkiej w kadencjach 2008–2012 i 2012–2016.

## Życiorys
W 1965 zdał egzamin maturalny w Technikum Przetwórstwa Owocowo-Warzywnego. Od czasów studiów związany z Wydziałem Chemii Spożywczej (następnie Wydziałem Chemii Spożywczej i Biotechnologii) Politechniki Łódzkiej. W 1970 ukończył studia magisterskie, doktoryzował się w 1978. W 1990 na podstawie rozprawy zatytułowanej Biosynteza i charakterystyka 1,3-beta-glukanaz kompleksu litycznego Streptomyces s.,1228 oraz ich aktywność w procesie zymolizy drożdży uzyskał stopień doktora habilitowanego nauk rolniczych w zakresie technologii żywności i żywienia. W 1999 otrzymał tytuł profesora nauk technicznych.
Pracę naukową rozpoczął w 1970. W 1993 został profesorem nadzwyczajnym, a w 2002 profesorem zwyczajnym w Instytucie Biochemii Technicznej. W 1993 objął stanowisko prodziekana Wydziału Chemii Spożywczej i Biotechnologii, zaś w latach 1996–2002 pełnił funkcję dziekana tej jednostki. Od 2002 do 2008 był prorektorem ds. nauki i rozwoju. W 2008 powołany na rektora Politechniki Łódzkiej na czteroletnią kadencję, a w 2012 wybrany na drugą kadencję do 2016.
Jest członkiem Akademii Inżynierskiej w Polsce. Jest autorem i współautorem ponad 180 publikacji, 4 patentów i ponad 20 zgłoszeń patentowych.

## Odznaczenia
Odznaczony Złotym Krzyżem Zasługi (2003), Krzyżem Oficerskim Orderu Odrodzenia Polski (2011) oraz Orderem Palm Akademickich I klasy (2017). W 2007 otrzymał Nagrodę Miasta Łodzi.